# Lochnagar
Der Lochnagar ist ein schottischer Berg im Gebirgszug der Cairngorms, die einen Teil der schottischen Highlands darstellen. Er ist als Munro eingestuft und die höchste Erhebung der südlichen Cairngorms, die vom nördlichen Teil weitgehend durch das Flusstal des Dee getrennt werden.

## Namensherkunft
Bis ins 17. Jahrhundert war ausschließlich der gälische Name Beinn Chìochan gebräuchlich, der übersetzt Berg der Brüste bedeutet. Später bürgerte sich der Name Lochnagar ein, was wiederum ursprünglich nur die Bezeichnung des kleinen, etwa 26 Meter tiefen Sees unterhalb der Nordwand des Berges war. Lochnagar ist eine Anglifizierung – entweder von Lochan na Gaire und dessen Bedeutung als „See der Geräusche“ bzw. „See des Gelächters“ oder als Lochan Gearr im Sinne von „Kleiner See“. Ersteres deutet auf die Geräusche hin, die häufig über dem See zu hören sind. Dies geht auf die talkesselartige Lage des Sees zurück, der ähnlich einem klassischen Amphitheater von der halbrunden, etwa 200 m hohen Nordwand des Berges eingekreist ist, die sämtliche Geräusche des Sees zurückwirft beziehungsweise diese gegebenenfalls noch verstärken kann. Häufige Fall- oder Steigwinde an der Wand sorgen für einen zusätzlichen Geräuscheffekt. Ein weiterer Name, der allerdings ausschließlich für das Gipfelplateau des Berges gebräuchlich ist lautet Cac Càrn Beag, was in etwa „Kleine Kothaufen“ bedeutet. Eine wortwörtliche Übersetzung liefert „Kleiner dreckiger Berg“. Beides charakterisiert das Hochplateau des Berges, das nur karge Vegetation aufweist und mit kleinen Steinhügeln übersät ist. Vulgäre Ortsbezeichnungen wie die erstgenannte finden sich auch an anderen Stellen der Highlands, wie etwa beim nahegelegenen Devil’s Point.

## Besteigung

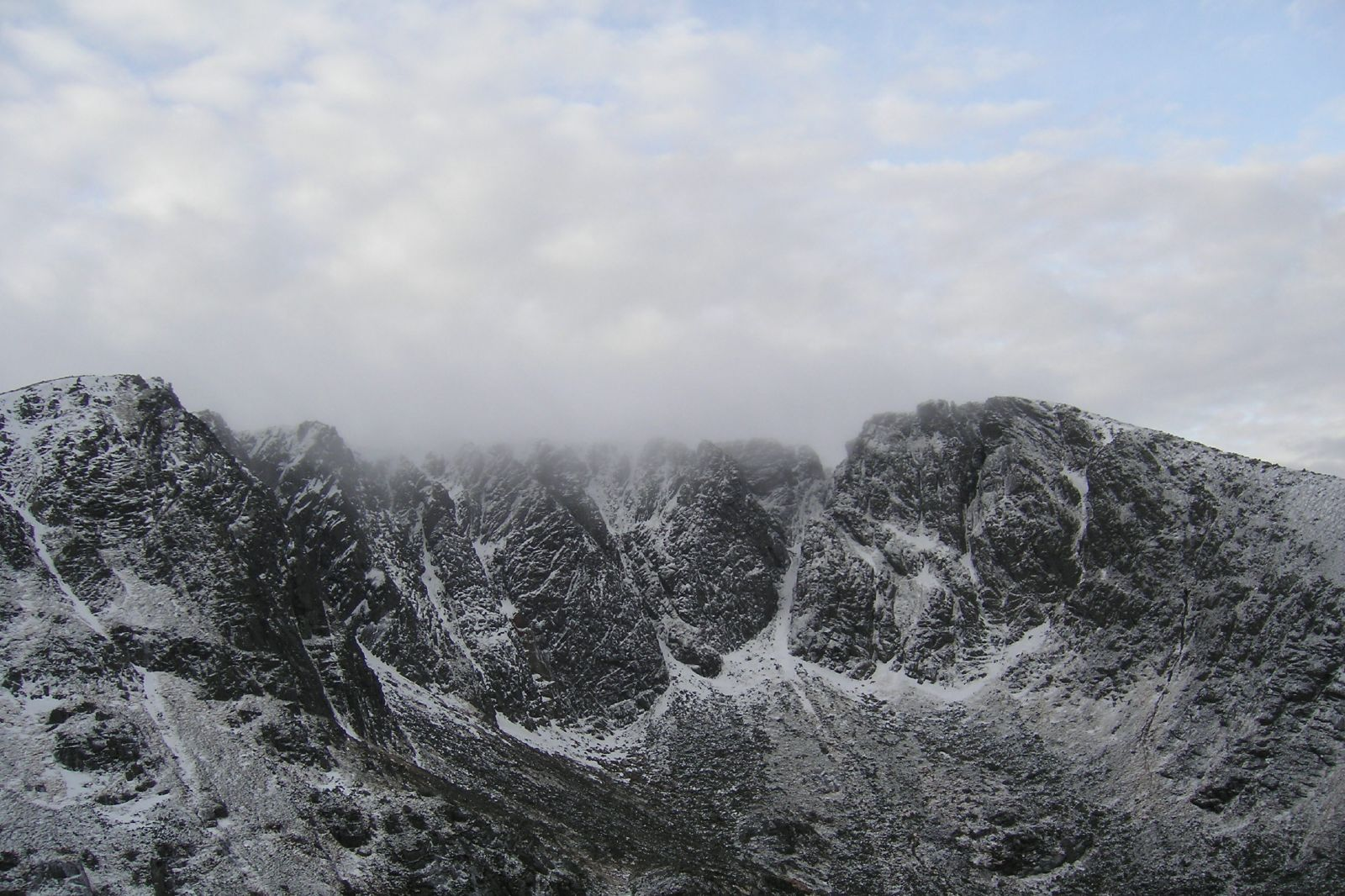
Die Nordwand des Lochnagar im Winter

Der kürzeste, wenn auch mit sechs bis sieben Stunden Gehzeit für Hin- und Rückweg nicht zu unterschätzende Weg auf den Lochnagar startet im Glen Muick an der Rangerstation Spittal of Glenmuick. Der breite Feldweg folgt zunächst dem Glen Muick bis zum großen Bergsee Loch Muick, der wiederum linkerhand bis zum Schwemmkegel Glas allt-Shiel umrundet wird, auf dem sich ein kleines viktorianisches Jagdschloss im dortigen Wäldchen versteckt. Von dort an folgt ein kleiner Weg dem Bach des Glas Allt zunächst steil und an Wasserfällen vorbeiführend, später flach über das Hochplateau des Berges bis zu dessen Gipfel.
Der Rückweg kann alternativ auch über den Rand der Nordwand zurückgelegt werden. Auf Stufen geht er dann hinunter bis zum Sattel der Fox Cairn Well, zwischen den Nebengipfeln Meikle Pap (linkerhand) und Cuidhe Crom (rechterhand) und steigt langsam über sanfte Hügel ab. Nach einiger Zeit trifft der schmale Fußweg auf einen größeren Feldweg, dem man hinunter bis zum verlassenen Gehöft Allt-na-giubhsaich folgt. Nach erneuter Überquerung des Talbodens des Glen Muick erreicht man den Ausgangspunkt. Der Rundweg über den Gipfel kann selbstverständlich auch andersherum begangen werden.

## Trivia
- Nach dem Berg ist die Whiskydestillerie Royal Lochnagar benannt. Der Namenszusatz „Royal“ geht auf Königin Victoria zurück, die sich den Whisky in ihre nahegelegene Sommerresidenz Schloss Balmoral liefern ließ und dem Whisky den offiziellen Namenszusatz „Königlich“ verlieh.
- Der Explosionskrater einer Tunnelmine im Ersten Weltkrieg, der sich beim französischen Dorf La Boisselle nahe der Kleinstadt Albert befindet, erhielt den Namen „Lochnagar Mine“.[6]
- König Charles III. veröffentlichte, noch als Prinz, 1980 ein Kinderbuch mit dem Titel The old man of Lochnagar („Der alte Mann vom Lochnagar“), das zum Teil an seine eigenen Kindheitserlebnisse auf dem in Privatbesitz der britischen Königsfamilie befindlichen Schloss Balmoral und Geschichten, die er seinen jüngeren Brüdern erzählt hat, angelehnt ist.[7]